# Битва при Гарильяно
Битва при Гарильяно состоялась 29 декабря 1503 года между испанской армией под командованием Гонсало Фернандеса де Кордовы и французской армией под командованием Лодовико II, маркиза де Салуццо. Это одна из первых битв, победа в которой была достигнута за счет использования ручного порохового оружия.

## Предварительный этап
В середине ноября 1503 года армии французов и испанцев сблизились у реки Гарильяно, по разные от неё стороны, приблизительно в 60 км к северу от Неаполя. Оба войска разбили лагеря на болотистой и нездоровой местности. Испанцы несколько раз пытались пересечь реку и навязать сражение, но безуспешно. Французы же, стоявшие лагерем у устья реки, неподалёку от Траетто, пользовались всеми благами близкого расположения к ним порта Гаэты, снабжавшего французскую армию провиантом и прочим необходимым снаряжением.
Испанский командир не был до конца уверенным в победе и раздумывал, отступить, или же пойти в наступление, однако вовремя подоспевшее подкрепление из Неаполя, ведомое кондотьерами Бартоломео д’Альвиано и Фабио Орсини, развеяли его опасения. Кордова решил пойти на тактическую уловку: он приказал части своего войска двинуться по направлению к реке Вольтурно, с намерением убедить Людовика II, что он отступает. Усыпив бдительность врага, испанский командир тем временем тайно начал готовиться к переправе, используя для этой цели мосты, которые он делает из лодок и бочек, заранее привезённых из крепости Мондрагоне, что в 12 км к югу от испанского лагеря.

## Битва
В ночь с 27 на 28 декабря испанцы перенесли необходимые материалы в место, незаметное с позиций французов, неподалёку от крепости Суйо, приблизительно в 6 км к северу от лагеря противника. Бартоломео д’Альвиано, командовавший авангардом испанцев, на рассвете приступил к постройке мостов. В 10 часов утра около четырёх тысяч испанской пехоты успешно переправились через Гарильяно.
Три сотни нормандских арбалетчиков, защищавших стены Суйо, не заметили передвижений испанцев, и Гонсало де Кордова принял решение самому переправиться через реку ещё с двумя тысячами пехотинцев и отрядом лёгком конницы в двести человек, под командованием Просперо Колонны. Далее Кордова отдал приказ о начале наступления. Авангард д’Альвиано из четырёх тысяч человек подступил к Суйо, и французские войска, сильно уступавшие испанцам по численности, бежали в Кастельфорте. Но и там французы не успели организовать защиту и отступили к Траетто, оставив Кастельфорте за испанцами. Гонсало де Кордова дал отдых солдатам и остался в захвачаенном городе на ночь.
Тем временем в Траетто французский капитан Аллегри оказался в тяжёлом положении: в лагере оставалось мало здоровых солдат, а подкреплений французам было брать неоткуда. Аллегри объявляет о генеральном отступлении к Гаэте, разрушает мост, оставляет в Траетто всех больных и раненных солдат и девять пушек.
Узнав об этом, Гонсало де Кордова решил продолжить наступление. Неподалёку от Гаэты лёгкая конница испанцев навязала французам бой, однако арьергард последних под командованием Бернардо Адорно дал атакующим достойный отпор, позволив остальной части французского войска успешно отступить. После ряда мелких стычек французам удалось установить контроль над одним из ключевых мостов, отбросив испанцев назад и похоронив надежды Просперо Колонны окружить неприятеля. Но надёжно закрепить свою позицию французам так и не удалось: через некоторое время прибыла остальная часть испанского войска, и маркиз Салуццский Лодовико II снова отдал приказ об отступлении.
Теперь зажатое в Гаете французское войско, не имея никаких шансов на победу после нескольких дней осады, быстро ослабло и сдалось. Испания получила полное господство над Неаполитанским королевством и правила здесь ещё в течение нескольких столетий.

## Список литературы
- Монтгомери, Бернард Лоу. A History of Warfare. New York: World Publishing Company, 1968. ISBN 0-688-01645-6.